# Lengua auxiliar
Una lengua auxiliar o auxilengua es un idioma que se ha utilizado o pretendido utilizar como medio de comunicación entre grupos o individuos con distintas lenguas maternas. 
El inglés es la lengua auxiliar más extendida en la actualidad.[cita requerida]
La interlingua y sobre todo el esperanto son los idiomas más conocidos entre los que han sido creados como lengua auxiliar.[cita requerida]

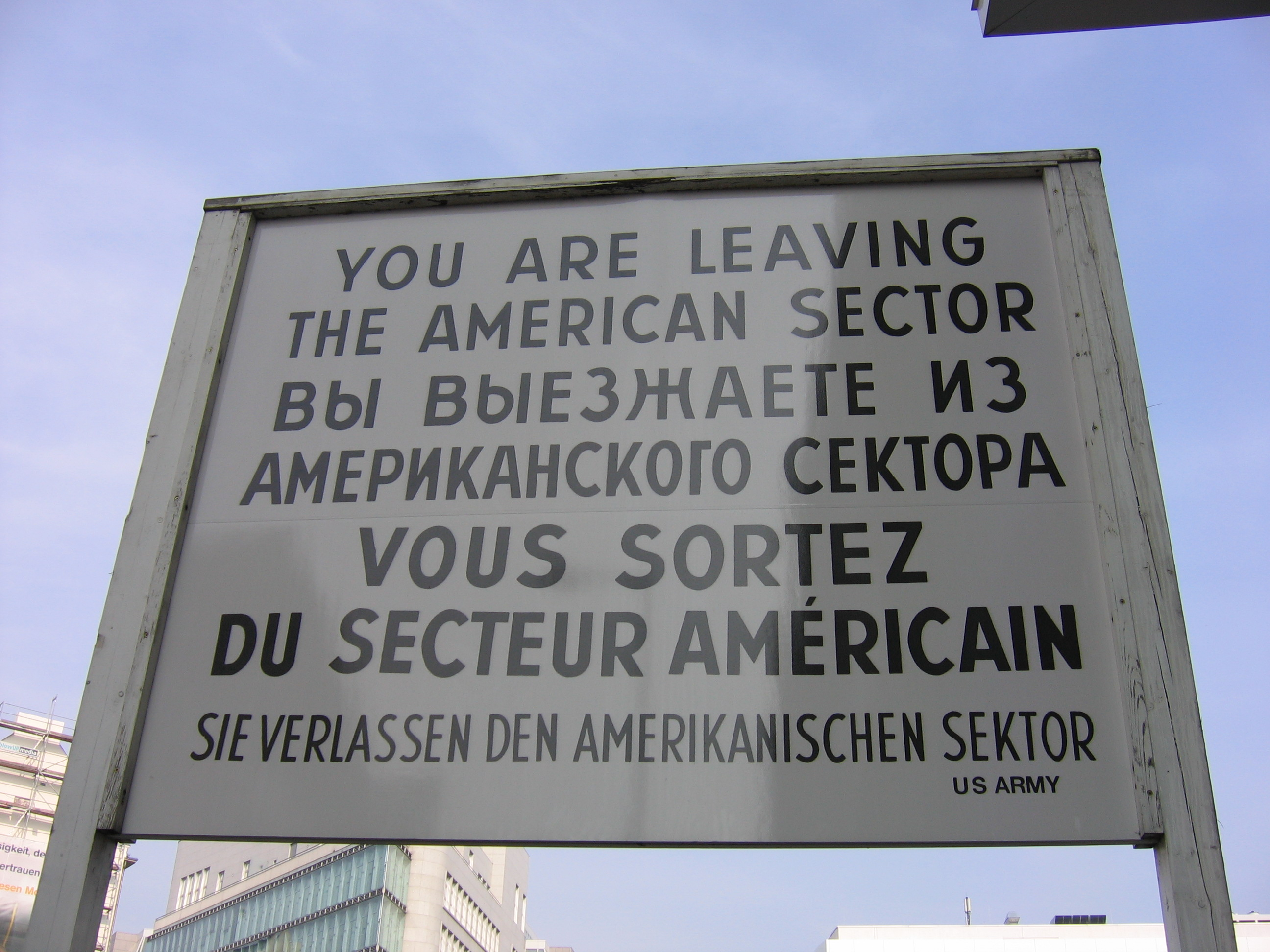
Cartel en Berlín, Alemania, en inglés, ruso, francés y alemán

## Tipos de lenguas auxiliares
Por sus orígenes y pretensiones, las lenguas auxiliares pueden ser de diversos tipos:

### Idiomas dominantes
El griego clásico, el latín, el árabe, el francés, el español y el inglés, entre otros, se convirtieron, en diversas épocas, en lenguas auxiliares internacionales por la importancia que tuvieron los imperios en que se hablaban, importancia que con frecuencia transcendió a la existencia de los imperios mismos.
En tiempos antiguos se utilizaron otros idiomas como lengua franca, y entre ellos corresponde particularmente señalar al arameo, entre otras cosas por haber sido muy probablemente la lengua materna de Jesús de Nazaret.

### Lenguas nacionales normalizadas
El filipino, basado principalmente en el tagalo, y el bahasa indonesia, basado en gran parte en el malayo, son ejemplos de idiomas creados como lenguas nacionales, aunque estén basados en idiomas preexistentes, para permitir la comunicación en países en los cuales existen muchas otras lenguas y dialectos.
Si bien el indonesio es un caso de una lengua casi totalmente creada, otras muchas lenguas nacionales buscan normalizar e imponer un "dialecto neutral de prestigio", basado, muchas veces, en el habla de la capital, con el cual se pretende la comunicación entre personas con dialectos distintos. El italiano es un ejemplo de ello.

### Lenguas francas, sabires y lenguas criollas
Los sabires, también conocidos como pidgins o lenguas de contacto o de intercambio, son idiomas que surgen espontáneamente entre grupos de origen lingüístico diverso que necesitan comunicarse, generalmente cuando no existe una relación dominante de una de las lenguas. Estos medios de comunicación poseen reglas gramaticales muy básicas y combinan palabras de ambas lenguas.
Las lenguas criollas, o creoles, suelen surgir en las situaciones de contacto antes descritas cuando se desarrolla una comunidad en el centro de contacto. Se cree que estos idiomas se presentan cuando los niños crecen en estas comunidades y aplican a los sabires reglas gramaticales innatas. El paso de un sabir a un criollo se conoce como criollización o creolización.
Los sabires suelen ser lenguas de corta duración, ya que, tras una generación de contacto, se criollizan. Existen excepciones, sin embargo. En el Mediterráneo ha existido una comunidad de navegantes de orígenes lingüísticos diversos, que han mantenido un sabir llamado lingua franca hasta finales del siglo XIX.

### Idiomas controlados
Los idiomas controlados surgen ante la dificultad lingüística que representan las lenguas naturales para los hablantes no nativos. Aunque haya un idioma dominante (p.ej. el inglés hoy en día), no todos los que lo utilizan entienden las sutilezas gramaticales o dominan el rico vocabulario del mismo, en gran medida porque lo han aprendido tarde o mal.
Idiomas como Basic English, Simple English o el Special English de Voice of America, están todos basados en el inglés pero buscan distintos tipos de simplificaciones, tales como vocabularios reducidos (Basic English) o el uso de estructuras gramaticales sencillas (Simple English, Special English), y una pronunciación sencilla (Special English).
Estos idiomas suelen ser "lenguas de difusión" que no se utilizan para escribir obras literarias o científicas, pero que pueden alcanzar grandes audiencias.

### Lenguas construidas
Desde el siglo XIX, muchas personas han intentado resolver el problema de la comunicación entre pueblos mediante el uso de idiomas artificiales,[cita requerida] construidos o planificados. Algunos de estos idiomas pretenden ser neutrales, es decir, que no provengan de un grupo dominante, y sencillos, sin las complicaciones gramaticales de una lengua natural.[cita requerida]
Los ejemplos más conocidos son el esperanto y la interlingua, pero hay otros muchos más.
La siguiente es una lista incompleta de lenguas planificadas que han sido diseñadas como lenguas auxiliares.
- Esperanto
- Folkspraak
- Romanid
- Glosa
- Ido (o esperanto reformado)
- Inglés básico (Basic English)
- Intereslavo
- Romance neolatino
- Interglossa
- Interlingua (de IALA)
- Interlingua románica (de Josu Lavin)
- Latino sine flexione (interlingua de Peano)
- Lingua franca nova
- Lojban[cita requerida]
- Neo
- Novial
- occidental o interlingue
- Ro
- Solresol
- Sona
- Uropi
- Volapük

## Situación de las lenguas auxiliares
Debido a la necesidad de comunicación humana, las lenguas auxiliares han existido y seguirán existiendo.

### Lenguas auxiliares internacionales
En la actualidad el inglés es la lengua auxiliar dominante. Esto se debe, principalmente, a la importancia económica de los Estados Unidos, que a su vez sucedió a la de Gran Bretaña. Este hecho ha provocado controversias. Muchos se oponen al dominio de facto del inglés por considerar que se trata de una forma de colonialismo cultural. En Derecho Internacional, ninguna lengua es reconocida como única lengua auxiliar universal, ya que Organismos como la ONU reconocen otras lenguas, además del inglés, como lenguas oficiales o de trabajo.
Dentro de las lenguas controladas, hay casos como el del Special English que parecen haber logrado su objetivo de ser "fáciles" para un amplio público que no es hablante nativo del idioma y de ser bastante utilizadas.
Por otro lado, las lenguas controladas basadas en el inglés derivan su éxito de la popularidad del inglés como lengua auxiliar internacional. Propuestas de utilizar un castellano o un francés simplificados, por ejemplo, no pasan de ser conjeturas del mismo nivel que las lenguas planificadas.
En cuanto a las lenguas planificadas, gozaron de gran popularidad en Europa entre finales del siglo XIX y principios del siglo XX. Esta popularidad no sobrepasó, sin embargo, el uso del francés como lengua cultural y diplomática o del inglés como lengua de los negocios. Los partidarios de estas lenguas fueron perseguidos con el auge del nacionalismo entre guerras, ya que los movimientos y organizaciones internacionalistas eran condenados por los nazis, como, por ejemplo, la religión católica, los centros de enseñanza y cultura de la Alianza Francesa, etc.
Por otro lado, la situación dominante de los Estados Unidos tras la Segunda Guerra Mundial afianzó el inglés, incluso en el bloque soviético.
La percepción de qué lenguas internacionales pueden ser más útiles varía según los países. Así, por ejemplo, en América, en los países que no son hispanohablantes, como Brasil o Estados Unidos, tiende a pensarse que el español es más importante que el francés, mientras que en África suele considerarse que el árabe, el francés, el inglés, el portugués o incluso el suajili pueden ser más útiles para un africano que el español. En Europa la tendencia general en la actualidad es que se estudien por lo menos dos lenguas extranjeras europeas en el bachillerato. En Asia muchas personas piensan que el conocimiento del chino o del japonés puede ser muy útil, etc. También puede variar en un país en el plazo de no muchos años. Así, en España, después de la Guerra Civil, muchas personas pensaban que la lengua del futuro sería el alemán porque creían que la Segunda Guerra Mundial iba a terminar con la victoria de las potencias del Eje. Cuando terminó la Segunda Guerra Mundial la lengua extranjera más estudiada en España fue el francés hasta finales de los años 60, principios de los 70, en que la lengua extranjera más estudiada pasó a ser el inglés. Con la entrada de España en la Unión Europea se planteó la conveniencia de estudiar, por lo menos, dos lenguas extranjeras, etc. En cambio, en otros países, como por ejemplo Portugal, el francés y el inglés son tradicionalmente obligatorios en el bachillerato, por lo que no hubo prácticamente ningún cambio en la segunda mitad del siglo XX, salvo que el latín pasó a ser optativo con el alemán, con la entrada de Portugal en la Unión Europea.

### Lenguas nacionales y literarias
Tal vez la lengua planificada más exitosa es el idioma indonesio, que siendo la lengua oficial de la cuarta nación más populosa, es la segunda lengua para la mayor parte de una población de 230 millones de personas.
El bahasa indonesia, como también se le conoce en forma nativa, es una forma de malayo que ha sido normalizada y regulada y ha tomado aportes de otras lenguas indonesias.
En varios países se han creado idiomas oficiales nacionales basados en algún dialecto local. El filipino, basado en el tagalo, y el italiano, basado en la lengua toscana, son ejemplos de esto. Aun cuando estas lenguas son muchas veces normalizadas y controladas por alguna academia, se suelen considerar lenguas naturales y no idiomas artificiales.
Las lenguas nacionales suelen convertirse en lenguas auxiliares entre los pueblos de una nación, bien sea que utilicen dialectos de la lengua nacional, lenguas relacionadas o idiomas pertenecientes a otras familias. De esta forma, el español es la principal lengua auxiliar entre los pueblos indígenas de Hispanoamérica, o entre un gallego y un valenciano. Igualmente el italiano "nacional" (toscano) es la lengua de comunicación entre un napolitano y un piamontés.
Entre las lenguas literarias, el chino mandarín en China (también lengua nacional) y el árabe clásico o coránico en el mundo árabe, son las más extendidas.

## El futuro de las lenguas planificadas
Dada la influencia del inglés actualmente como idioma auxiliar, es poco probable que sea reemplazado por una lengua planificada a corto plazo. Ello no impide que lenguas como el esperanto sigan aumentando en número de hablantes cada año, a razón de 350.000 alumnos por año solo en la versión inglesa de Duolingo, o que sigan surgiendo diferentes propuestas aunque no salgan de la fase de proyecto.
Algunos de las principales desafíos que enfrentan las lenguas planificadas son:

### Falta de unidad
Existen varias propuestas de lenguas planificadas destinadas a ser la lengua auxiliar internacional universal, al igual que existen varias lenguas étnicas que luchan por imponerse en el plano internacional y cambian según la potencia imperante.
El objetivo de estas lenguas se cumpliría si todo el público se decidiera por una sola (universal), es lo que se conoce como el efecto Highlander. Sin embargo parece que el esperanto se está acercando a ese objetivo debido a que se trata de una lengua viva cada vez más alejada de sus competidoras, incluyendo los proyectos que siguen surgiendo.

### Corpus
El conjunto de textos originales o traducidos a una lengua planificada es pequeño comparado con el existente en lenguas naturales, como el español, el francés, el alemán, el ruso y, sobre todo, el inglés.
Por esta razón, aunque más por mera ignorancia sobre soluciones como el esperanto, aprender inglés es considerado por muchos como una mejor inversión en conocimiento que aprender cualquier otra lengua, y en particular que aprender una lengua artificial, pese a que programas escolares y políglotas, basados en el valor propedéutico del esperanto, indiquen todo lo contrario. En áreas específicas del saber hay idiomas con mejor producción que el inglés (p. ej. el alemán en algunos campos de la ingeniería, el francés en bibliología o el ruso en algunas áreas de las matemáticas), pero ninguno tiene tanta importancia, en conjunto, como el inglés hasta la fecha.
Al igual que con el corpus, el número de personas con las que un viajero puede comunicarse en una lengua planificada es más limitado si lo comparamos con los idiomas globales. Si bien los defensores del esperanto argumentan que es posible encontrar un hablante de esa lengua en casi cualquier lugar del mundo, también es cierto que sucede lo mismo con el inglés, aunque a un precio varias veces mayor en tiempo, dinero, esfuerzos e igualdad lingüística entre nativos, no nativos y no nativos de lenguas muy alejadas del inglés. En las zonas frecuentadas por un turismo internacional o en el centro de ciudades muy cosmopolitas, no es difícil encontrar personas que hablen alguna de las lenguas naturales más difundidas, principalmente el inglés, y, en particular, en establecimientos de hostelería, oficinas de turismo, etc. aunque el nivel sea básico.
Los defensores de la interlingua aseguran que es muy fácil que se les entienda dentro del mundo romance, pues no existe necesidad de aprenderla para comprenderla, aunque sí de aprender de forma pasiva las lenguas específicas del lugar visitado para el que habla interlingua. Tiene entonces como ventaja adicional sobre otras lenguas auxiliares como el esperanto o el inglés, que en principio se pueden hacer entender por cualquier persona de lenguas romances, incluso aquellas monolingües y cultas de origen inglés.